# Pravo prve noći
Pravo prve noći (latinski: Ius primae noctis) ili pravo prve bračne noći bilo je navodno srednjovjekovno pravo europskog feudalca da spava s nevjestama svojih podanika prve noći poslije njihova vjenčanja. Pravo je čest motiv u usmenim predajama i književnosti, no njegovo postojanje nikada nije potvrđeno pouzdanim izvorima. Encyclopædia Britannica navodi da se sličan običaj provodio u »nekim primitivnim društvima«, no da ne postoje izravni dokazi za isto u Europi.
Na području pohoda Osmanskog Carstva prisutne su narodne predaje u kojima je to pravo polagao beg, aga, paša ili neki drugi turski gospodar. Enciklopedije navode da je legenda o ovome pravu vjerojatno »iskrivljena predaja« zasnovana na daćama ili drugim porezima koji su kmetovima nametani u svezi s njihovim brakovima.